# P-70 (ミサイル)
P-70「アメチースト」（ロシア語: П-70 «Аметист»）は、ソビエト連邦で開発された短射程・潜水艦発射型の対艦ミサイル。愛称は「紫水晶」の意味。
GRAUインデックスは4K66。西側諸国においては、アメリカ国防総省（DoD）識別番号としてはSS-N-7、NATOコードネームとしては「スターブライト」と呼ばれた。

## 概要
1956年、ソ連海軍は、既存の対地巡航ミサイルであるP-5をもとにした潜水艦発射型対艦ミサイルとして、P-6「プログレス」の開発要求を行い、これを搭載した675型潜水艦（エコーII型）は1963年より順次に竣工・配備された。しかしこれは、発射時には浮上せざるをえないという欠点を備えており、戦術的な価値は極めて限定的なものと考えられた。このことから、P-5/6の開発を担当していた第52設計局（OKB-52）では、1950年代中期より、水中発射可能な巡航ミサイルの研究開発を進めていた。その進展を受けて、1959年4月1日、ソ連政府は、「水中発射対艦巡航ミサイル（P-70型）の設計」に関する指令を下した。当時、アメリカのレギュラスなど他国の同種ミサイルも全て水上発射式の不便を甘受していたことから、水中発射が可能になれば、非常に画期的なことであった。
開発にあたっては、第52設計局の統括のもと、第2設計局がエンジン、第6研究所が燃料及び弾頭、第34設計局が発射機、第45研究所が弾体、第49研究所が射撃指揮装置（FCS）、第3研究所がセンサと誘導装置の開発にあたった。このうち、第2設計局による固体燃料ロケット・エンジンは、従来のソ連製ミサイルがいずれも液体燃料ロケットを採用していたことを考えると、非常に画期的なものであった。ミサイルは15度の角度がついたコンテナに収容されて潜水艦に搭載され、発射の際は、まず4基の通常炸薬式ブースターによって空中に射出される。発射可能深度は30-60メートルとされていた。空中に飛び出したミサイルは、通常炸薬式の6基のブースター（上昇用4基、加速用2基）を順次に点火して加速したのち、固体燃料ロケット式の293P型サステナー（燃焼時間3分）で巡航に入る。巡航高度は60メートルとされた。射程は計画値80kmであったが、実験では70kmが最大であった。1961年6月24日より陸上での発射試験が開始され、1964年からは613AD型実験艦S-299を利用しての洋上試験も開始、これらの試験を踏まえて、1968年6月3日には海軍に引き渡された。プラットフォームとしては、実験艦的性格が強い661型潜水艦（パパ型）が1隻のみ建造されたのち、量産型としての670型潜水艦（チャーリーI型）の配備が開始された。
ただしソ連海軍はP-70の性能に満足せず、1963年には新型ミサイルの開発を第52設計局に依頼した。これを受け、P-70をもとに長射程化するなどした発展型としてP-120「マラヒート」（SS-N-9「サイレン」）が開発され、これを搭載するプラットフォームとして、670型を発展させて670M型潜水艦（チャーリーII型）が建造・配備された。

### 搭載艦
- 661型潜水艦（パパ型）
- 670型潜水艦（チャーリーI型）